# Il segreto di Santa Vittoria
Il segreto di Santa Vittoria (The Secret of Santa Vittoria) è un film del 1969 diretto e prodotto da Stanley Kramer.

## Trama
Appena caduto il fascismo, durante il periodo di occupazione, i tedeschi arrivano a Santa Vittoria, paese rinomato per la qualità del proprio vino, per impossessarsi di tutte le bottiglie custodite nella cantina sociale (che divenne nota, per l'enorme estensione sotterranea, come "cantina del milione di bottiglie"). Il sindaco Bombolini, ammiratore pentito del Duce, ha il compito di impedire che l'unica ricchezza del paese finisca nelle mani dei nazisti, mettendo a rischio la propria vita, ma alla fine resistendo caparbiamente alle insistenze dei militari.

## Produzione
La storia è tratta da un fatto realmente accaduto in Santa Vittoria d'Alba (provincia di Cuneo), sede delle famose cantine Cinzano, durante l'occupazione tedesca. A fine guerra lo scrittore statunitense Robert Crichton, durante una sua visita in Italia, viene a conoscenza dell'episodio e una volta tornato in patria decide di trarne un romanzo, confondendo tuttavia il paese di Santa Vittoria di Cuneo con Santa Vittoria in Matenano (in provincia di Fermo, nelle Marche). Nonostante l'errore, nel film compaiono le scritte e loghi della Cinzano come a rimediare all'equivoco, anche se gli attori parlano, con varie inflessioni, i dialetti misti romanesco e campanino, tipici del Lazio e completamente diversi dal piemontese.
La pellicola, con un cast internazionale composto da attori italiani e stranieri, tra i quali Anna Magnani, Anthony Quinn, Virna Lisi, Renato Rascel e Giancarlo Giannini, fu girata in Italia negli studi di Cinecittà e, per gli esterni, nei comuni di Anticoli Corrado, Capranica Prenestina, e il cimitero di Pisoniano nel Lazio. 
Il regista volle che le facciate di Anticoli fossero ricoperte di cartapesta in stile neogotico, fece ricostruire in plastica i vigneti e dipingere sull'acquedotto il motto «Mussolini is always right» (in inglese) che, secondo una battuta recitata dal sindaco Bombolini, doveva servire ad attirare i turisti americani.

## Riconoscimenti
- 1970 – Premio Oscar
  - Candidato per il miglior montaggio a William Lyon e Earle Herdan
  - Candidato per la migliore colonna sonora a Ernest Gold
- 1970 – Golden Globe
  - Miglior film commedia o musicale
  - Candidato per il miglior regista a Stanley Kramer
  - Candidato per il miglior attore in un film commedia o musicale ad Anthony Quinn
  - Candidato per la migliore attrice in un film commedia o musicale ad Anna Magnani
  - Candidato per la migliore colonna sonora originale a Ernest Gold
  - Candidato per la migliore canzone originale a Stay (musica di Ernest Gold e testo di Norman Gimbel)